# Aimee Mullins

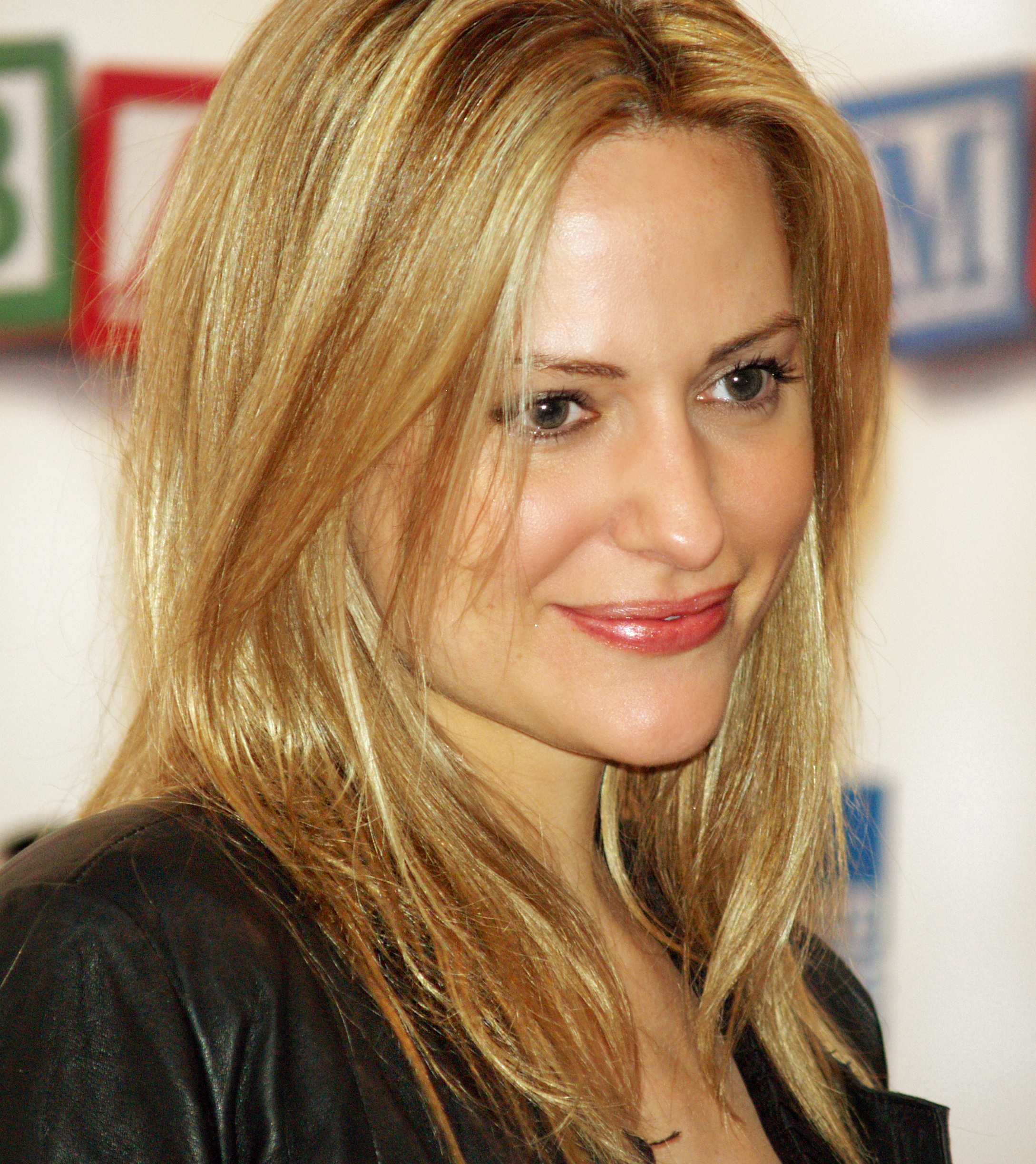
Aimee Mullins beim Tribeca Film Festival 2008

Aimee Mullins (* 20. Juli 1975 in Allentown, Pennsylvania) ist eine US-amerikanische Leichtathletin, Schauspielerin und Model.

## Leben und Karriere
Aimee Mullins ist die Tochter von irischen Einwanderern und hat zwei jüngere Brüder. Nach der Geburt wurde bei ihr eine seltene Fehlbildung festgestellt, die Fibulare Hemimelie: Sie kam ohne Wadenbeine zur Welt. Wegen dieser Fehlbildung konnten ihre Beine das Körpergewicht nicht tragen, sodass ihr bereits im Säuglingsalter beide Unterschenkel unterhalb der Knie amputiert wurden. Deswegen nutzte sie seit dem Kindesalter Prothesen.
Mullins besuchte die Parkland High School in Allentown, Pennsylvania und absolvierte anschließend die Georgetown University in Washington, D.C. mit Bestnoten. Während ihrer Studienzeit nahm die Sportlerin an Leichtathletikveranstaltungen der NCAA teil und konkurrierte auch mit nicht behinderten Athleten. Bei den Sommer-Paralympics 1996 in Atlanta trat die damals 20-jährige Mullins im 100-Meter-Lauf sowie im Weitsprung an.
Ende der 1990er Jahre führte Mullins als Model eine vom britischen Designer Alexander McQueen für das französische Modehaus Givenchy entworfene Kollektion vor. Sie trug bizarre handgeschnitzte Holzstiefel. Ihre Anwesenheit löste heftige Kontroversen aus, die Modewelt war entsetzt. Zeitgenössische Medien wie die Süddeutsche Zeitung glaubten eine „Gratwanderung zwischen Schock und Schick“ zu erkennen, die französische Tageszeitung Le Figaro sprach von „Ausbeutung“. Dennoch avancierte sie zu einem hochbezahlten und gefragten Topmodel.
2002 debütierte Mullins als Darstellerin in Matthew Barneys Kunstfilm Cremaster 3, u. a. als Geparden-Frau. Weitere Film- und Fernsehaufgaben folgten.
2007 nahm sie am „h2.0 Symposium“ des MIT Media Lab teil, das auf dem Gebiet der kybernetischen Prothetik forscht. Dabei demonstrierte der ebenfalls beidbeinig amputierte  Extremkletterer Hugh Herr von ihm im Media Lab entwickelte High-Tech-Prothesen an einer Kletterwand.
Seit 1. Mai 2016 ist sie mit dem britischen Schauspieler Rupert Friend verheiratet, nachdem sie bereits seit 2013 ein Paar waren.